# Garbatka-Letnisko
Garbatka-Letnisko è un comune rurale polacco del distretto di Kozienice, nel voivodato della Masovia.
Ricopre una superficie di 74,01 km² e nel 2004 contava 5 331 abitanti.